# Gertrud Hedberg
Gertrud Ellen Maria Hedberg, född Adolfsson 23 oktober 1942 i Kungsholms församling i Stockholm, är en svensk politiker (folkpartist). Hon var ersättare i Sveriges riksdag för Stockholms kommuns valkrets kortare perioder 1981 och 1982.